# ماری ترنتینیان
ماری ترنتینیان (فرانسوی: Marie Trintignant‎؛ زاده ۲۱ ژانویه ۱۹۶۲ - درگذشت ۱ اوت ۲۰۰۳) هنرپیشه اهل فرانسه بود.
او در طول ۳۶ سال فعالیت حرفه‌ای خود در بیش از ۳۰ فیلم ظاهر شد. از دیگر اعضای خانواده وی که در در صنعت فیلم فرانسه فعال بودند، می‌توان به پدرش به عنوان بازیگر و مادرش به عنوان کارگردان اشاره کرد.

## مرگ

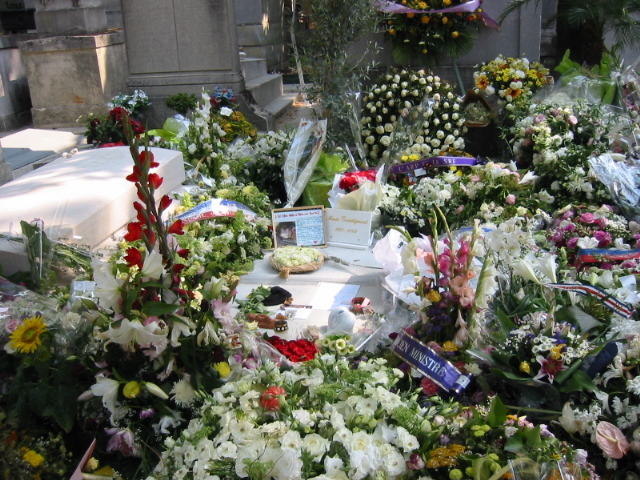
مزار ماری ترنتینیان در گورستان پر-لاشز

در شب ۲۶ یا ۲۷ ژوئیه درحالی‌که مشغول ساخت فیلم کولت، یک زن آزاد در ویلنیوس لیتوانی بود، به دلیل پیامکی که شوهر سابقش، ساموئل برای او فرستاد، با دوست پسرش برتراند که ۱۸ ماه از دوستی آنها می‌گذشت، درگیر می‌شود. در این درگیری برتراند چندین بار به او ضربه می‌زند (۱۹ بار، ۴ مشت در صورت) ماری در حالی‌ که بی‌جان شده بود به زمین می‌افتد برتراند او را تا خانه‌اش همراهی می‌کند و سپس به برادر ماری تلفن می‌زند. برادر ماری متوجه وخامت اوضاع نمی‌شود و بالاخره ساعت ۸ صبح تصمیم می‌گیرد برای درخواست کمک با اورژانس تماس بگیرد.
۲۹ ژوئیه ۲۰۰۳ تیم متخصص پزشکی فرانسوی برای مداوای ماری به بیمارستان ویلنوس می‌رود و او را برای ادامه مداوا در تاریخ ۳۱ ژوئیه به فرانسه بازمی‌گردانند اما تلاش پزشکان بی‌نتیجه می‌ماند و وی بر اثر ضربات سنگینی که به صورتش خورده بود مرگ مغزی می‌شود. آخرین تلاش‌ها برای نجات او توسط استفان دولاژو انجام می‌گیرد اما او در ۱ اوت ۲۰۰۳ در نولی سور سن فوت می‌کند.
۶ اوت ۲۰۰۳ مراسم خاکسپاری او در قبرستان پرلاشز پاریس برگزار شد بر اساس گزارش روزنامه‌ها او را با لباس یک دست سفید، در حالی‌ که گل‌های مورد علاقه‌اش را به دست داشت در قطعه ۴۵ قبرستان پرلاشز به خاک سپردند. صبح آن روز در تئاتر ادوارد هفت مراسم یادبودی با خواندن شعر و ترانه‌های این خواننده نیز برگزار شد.